# Paul Sculfor
Paul Sculfor (ur. 1970 roku w hrabstwie Essex) – brytyjski model.

## Życiorys
Zanim zaczął paradować na wybiegach mody u Jeana-Paula Gaultiera, trenował boks oraz pracował jako robotnik budowlany w hrabstwie Essex. Współpracował z firmami Levi's i Christian Dior.
Miał ogromny problem z kokainą razem z Kate Moss, którą poznał w 1997 roku, gdy wygrał konkurs na modela. Był w przeszłości karany za nadużywanie kokainy, m.in. podczas gdy jego agencja Storm w 1998 roku zorganizowała pokaz mody w Kapsztadzie, w którym udział brała także Naomi Campbell, przed spotkaniem z tak ważną osobistością jak legendarny przywódca RPA Nelson Mandela.
W 2004 roku spędził sześć miesięcy na odwyku, który standardowo trwa 28 dni. Codziennie korzystał z terapii, chodził także na spotkania Anonimowych Kokainistów. 

### Życie prywatne
Przyjaźnił się z Victorią Beckham. Był zaręczony z Lisą Snowdown, która go porzuciła, bo ją zdradzał. Spotykał się z Jennifer Aniston (2007). Od listopada 2008 roku spotyka się z Cameron Diaz, z którą planuje ślub.